# زابلستان
زَابُلِسْتَان أو زَابُولِسْتَان (بالفارسية: زابلستان، بالبشتوية: زابل)، كانت منطقة تاريخية في جنوب أفغانستان وهي تقابل اليوم تقريبا ولايتي زابل وغزني.
في فترة حكم الغزنويين، أصبحت زابل مرادفة إلى حد كبير لاسم عاصمتهم غزنة. بحلول القرن العاشر، ذكرت المصادر الإسلامية زابلستان كجزء من تخوم خراسان، وهي منطقة حدودية بين خراسان والهند. في كتاب تاريخ سيستان، الذي انتهت كتابته حوالي سنة 1062، اعتبر المؤلف زابل جزءا من أرض سيستان، ممتدة من واحة هامون على طول الطريق إلى نهر السند.
اليوم، تأخذ ولاية زابل الأفغانية والمدينة الإيرانية زابل إسميهما من هذه المنطقة التاريخية. أصبحت زابلستان شائعة باعتبارها مكان ميلاد شخصية رستم من كتاب الشاهنامه لأبو قاسم الفردوسي والذي تُستخدم فيه كلمة زابلستان بالتبادل مع سيستان، وهي منطقة تاريخية منفصلة تقع إلى الغرب من زابلستان.

## أعلام
- رستم